# Asta Nielsen (dokumentarfilm fra 1968)
 For alternative betydninger, se Asta Nielsen (flertydig). (Se også artikler, som begynder med Asta Nielsen)
Asta Nielsen er en dansk portrætfilm fra 1968 instrueret af Asta Nielsen efter eget manuskript.

## Handling
Med udgangspunkt i en samtale med Poul Reumert optaget i foråret 1968 interviewes Asta Nielsen i sit hjem i København af skuespilleren Axel Strøbye. Hun fortæller her om sin karriere som filmens første verdensstjerne op til 1920'erne og om tiden der fulgte, dels på teatret og dels i anonym tilbagetrukkethed i Danmark. Beretningen illustreres med karakteristiske citater fra en række af de berømteste Asta Nielsen-film: Afgrunden, Den lille engel, Bag Glædernes Maske, Erdgeist (Lulu) og Hamlet.

## Medvirkende
- Asta Nielsen
- Poul Reumert
- Axel Strøbye